# Caprella alaskensis
Caprella alaskensis is een vlokreeftensoort uit de familie van de Caprellidae. De wetenschappelijke naam van de soort is voor het eerst geldig gepubliceerd in 1904 door Holmes.